# 썸 (노래)
〈썸〉은 대한민국의 가수 정기고와 소유의 노래이다. 2014년 2월 7일에 로엔엔터테인먼트를 통해 발매되었다.

## 배경
처음에 정기고는 가이드 버전을 들었을 때 후렴구가 말장난 같아서 마음에 들지 않아 했다. 이 곡은 여러 명이 공동으로 작·편곡한 노래로, 기본적인 곡 구조는 김도훈이, 전체적인 멜로디는 에스나와 김도훈이, ‘요즘 따라 내 거인 듯 내 거 아닌 내 거 같은 너’의 멜로디는 제피가, 멜로디 뒤의 리듬은 서용배가 작업하였다.

## 평가
《이즘》의 황선업은 "대중과의 접점을 맞춘답시고 무조건 그 개성을 죽일 것이 아니라, 그것을 어떻게 조화시킬 것인지에 대한 고민이 우선시되어야 함을 이 트랙은 증명하고 있다. 음원 차트 10위권 내에서 오랜만에 발견한 '진짜 들을 만한 곡'이다"라며 별점 5점 중 4점을 부여했다.

## 수록곡
| #            | 제목                          | 작사                                                    | 작곡                        | 편곡 | 재생 시간 |
| ------------ | ----------------------------- | ------------------------------------------------------- | --------------------------- | ---- | --------- |
| 1.           | 〈썸〉 (Feat. 릴보이 of 긱스) | 정기고(Junggigo), 민연재, Xepy, 에스나, 릴보이(Lil Boi) | 김도훈, Xepy, 에스나        | 3:30 |           |
| 2.           | 〈Blind (Twilight Mix)〉      | 정기고(Junggigo)                                        | 정기고(Junggigo), 소울 피쉬 | 3:30 |           |
| 총 재생 시간 | 총 재생 시간                  | 총 재생 시간                                            | 총 재생 시간                | 7:00 |           |

## 차트
| 차트 (2014)               | 최고 순위 |
| ------------------------- | --------- |
| 한국 (가온 BGM 차트)      | 1         |
| 한국 (가온 노래방 차트)   | 1         |
| 한국 (가온 디지털 차트)   | 1         |
| 한국 (가온 다운로드 차트) | 1         |
| 한국 (가온 모바일 차트)   | 1         |
| 한국 (가온 스트리밍 차트) | 1         |

| 차트 (2014)               | 최고 순위 |
| ------------------------- | --------- |
| 한국 (가온 디지털 차트)   | 1         |
| 한국 (가온 다운로드 차트) | 1         |
| 한국 (가온 스트리밍 차트) | 1         |
| 한국 (가온 BGM 차트)      | 1         |